# جامعة إيست أنجليا
جامعة شرق أنجليا (بالإنجليزية: University of East Anglia)‏ هي إحدى الجامعات البحثية الحكومية في نورويتش في بريطانيا. تأسست الجامعة في العام 1963 وهي إحدى الأعضاء المؤسسين لمجموعة 1994 للجامعات البحثية. وقد حلت هذه الجامعة في المرتبة العشرين بين الجامعات البريطانية حسب تصنيف لمجلة التايمز البريطانية في العام 2008 ومن أول الجامعات وطنياً على مستوى رضا الطلبة في تصنيف تم إجراءه في العام 2006. كما حلت الجامعة في المرتبة 57 على مستوى أوروبا، كما كانت ضمن أفضل 200 جامعة على مستوى العالم في التصنيف الأكاديمي لجامعات العالم في العام 2007 والذي تقوم على نشره جامعة شانغهاي جياو تونغ.

## مكانة الجامعة الأكاديمية
تتبوأ الجامعة مكانة أكاديمية مرموقة وطنياً وعالمياً، وهي الجامعة البريطانية التي فيها أحد كليات الطبية الحديثة في المملكة المتحدة وحلت هذه الكلية في المرتبة السادسة في بريطانيا بين كليات الطب الأخرى حسب تصنيف لصحيفة الجارديان. وتشير النتائج الصادرة عن التقييم البحثي في الجامعات البريطانية للعام 2008 أن جامعة شرق أنجليا هي من بين الجامعات الأفضل في بريطانيا في مجال البحث العلمي، فكانت 50% من الأبحاث العلمية التي تقوم بها الجامعة في تصنيف الريادة العالمية أو التميز العالمي، وهي من بين أفضل ثلاث جامعات بريطانية في مجال الدراسات الأمريكية وعلوم الاتصال والدراسات الثقافية والإعلامية، والدراسات التنموية. كما تتفوق الجامعة في ميادين أخرى كالفنون وفن العمارة والعلوم الحيوية والكيمياء واللغة الإنجليزية وآدابها وتاريخ الفنون والقانون والفلسفة والرياضيات.
كما يتمتع برنامج الماجستير للكتابة الإبداعية والذي تم البدء فيه في العام 1970 بمكانة مرموقة في بريطانيا، ويعرف عن هذا البرنامج الصعوبة البالغة للتمكن من الالتحاق به. كما قامت الجامعة بتأسيس وحدة الأبحاث المناخية في العام 1972 وهي من المراكز البحثية الأولى في العالم التي تختص بأبحاث التغير المناخي، وتعد الوحدة من بين الأفضل والأقوى على مستوى العالم.

## كليات الجامعة وأقسامها
تقدم الجامعة ما يزيد على 300 برنامج أكاديمي في 4 كليات و 23 قسماً كالتالي:
كلية الآداب والعلوم الإنسانية
- الدراسات الأمريكية
- دراسات التلفزيون والأفلام
- التاريخ
- اللغة واللغويات وعلوم الترجمة
- الأدب والكتابة الإبداعية
- الموسيقى
- الفلسفة
- العلوم السياسية، والعلوم الاجتماعية والدراسات الدولية
- قسم دراسات الفنون العالمية وعلم الموسيقى

كلية الطب
وتشتمل على ثلاثة أقسام منها قسم التمريض والتوليد.
كلية العلوم
- العلوم الحيوية
- علوم الكيمياء والصيدلة
- علوم الحاسوب
- العلوم البيئية
- الرياضيات

كلية العلوم الاجتماعية
وتشتمل على ستة أقسام منها قسم الاقتصاد وقسم علم النفس والعمل الاجتماعي وقسم التنمية الدولية.

## وصلات خارجية
- الموقع الرسمي للجامعة